# When the Sun Goes Down
When Sun Goes Down – trzeci album studyjny amerykańskiej grupy muzycznej Selena Gomez & the Scene. Wydawnictwo ukazało się 24 czerwca 2011 roku w Polsce, z kolei w Stanach Zjednoczonych nagrania ukazały się cztery dni później. Teraz artystka pracuje nad czwartym albumem studyjnym, lecz bez the Scene. Premierę When Sun Goes Down poprzedził wydany 8 marca singel „Who Says”. Reżyserem teledysku był Chris Applebaum. Drugim singlem promującym ten album był wydany 7 czerwca „Bang, bang, bang”. 'A trzecim i ostatnim singlem promującym płytę był wydany 17 czerwca „Love You Like A Love Song”, który potem został wyreżyserowany przez Josepha Kosinskiego.
Nagrania dotarły do 11. miejscu listy OLiS w Polsce. 19 października 2011 roku album uzyskał w Polsce status złotej płyty.

## Lista utworów
1. „Love You Like a Love Song” (Antonina Armato, Tim James, Adam Schmalholz) – 3:09
2. „Bang, Bang, Bang” (Toby Gad, Meleni Smith, Priscilla Hamilton) – 3:16
3. „Who Says” (Selena Gomez,Emanuel Kiriakou, Priscilla Hamilton) – 3:15
4. „We Own the Night” (Feat. Pixie Lott) (Hamilton Gad, Pixie Lott) – 3:47
5. „Hit the Lights” (Leah Haywood, Daniel James, Tony Nilsson) – 3:14
6. „Whiplash” (Greg Kurstin, Nicole Morier, Britney Spears) – 3:39
7. „When the Sun Goes Down” (Joey Clement,Stefan Abingdon) – 3:16
8. „My Dilemma” (Timmy Tinnina) – 3:10
9. „That's More Like It” (Josh Alexander, Billy Steinberg, Katy Perry) – 3:08
10. „Outlaw” (Antonina Armato, Tim James, Thomas Armato Sturges) – 3:22
11. „Middle of Nowhere” (Espen Lind, Amund Bjorklund, Sandy Wilhelm, Carmen Michelle Key) – 3:26
12. „Dices” (Kiriakou, Hamilton; Edgar Cortazar, Mark Portmann) – 3:15